# Ernest Green
Ernest Gideon Green (Little Rock, 22 settembre 1941) è un attivista statunitense.
In gioventù fece parte, nel 1957, del gruppo di studenti afroamericani che si batté per affermare, dopo la fine della segregazione razziale, il proprio diritto ad iscriversi e frequentare la scuola Central High School di Little Rock, precedentemente riservata ai soli bianchi. Contro questo diritto si oppose l'allora Governatore dello Stato, schierando le truppe della guardia di stato a "protezione" della scuola. Il braccio di ferro si concluse con l'intervento dell'Esercito federale che prese il controllo della situazione e scortò gli studenti all'interno dei locali della scuola. Il gruppo di studenti fu denominato Little Rock Nine e ha ricevuto una medaglia dal presidente Bill Clinton nel 1999. Green fu il primo ragazzo afroamericano a diplomarsi alla Central.

## Biografia

### Infanzia e istruzione
Ernest Green è nato a Little Rock nel 1941 da Lothaire e Ernest Green, Sr. Ernest aveva un fratello, Scott, e una sorella, Treopia Washington. Come il resto dei Little Rock Nine, Green proveniva da una famiglia che dava molta importanza alla formazione e allo sviluppo personale. Di conseguenza, Green ha partecipato alle attività della chiesa e ai Boy Scout of America, guadagnandosi infine il rango di Aquila Scout. Ha frequentato la Dunbar Junior High School segregata e si è diplomato dopo il nono anno, quando è stato assegnato alla Horace Mann High School, una nuova scuola superiore per gli afro-americani.
Alla fine del suo primo anno alla Horace Mann, Green si è offerto volontario per frequentare la Little Rock Central High School nell'autunno del 1957 e aiutare a desegregare una delle scuole più grandi della nazione. Il programma didattico della Central High era più ampio e complesso di quello della Horace Mann, il che rendeva le attività didattiche molto desiderabili.
Non solo Green è sopravvissuto alle vessazioni quotidiane e alla violenza episodica che il resto del Little Rock Nine ha vissuto, ma ha anche dovuto studiare con straordinario impegno per assicurarsi di laurearsi e dimostrare che gli afroamericani erano ugualmente in grado di frequentare il Central High come chiunque altro.
Ernest Green ha segnato la storia il 27 maggio 1958, quando è diventato il primo dei Little Rock Nine, e il primo afro-americano, a diplomarsi presso la Little Rock's Central High School di Little Rock. Martin Luther King Jr., che era in Arkansas per parlare all'apertura dell'Arkansas Agriculture Mechanical and Normal College a Pine Bluff, ha partecipato alla cerimonia di diploma con la famiglia Green.
Dopo la sua fama nazionale, Green ha frequentato l'Università statale del Michigan come beneficiario di una borsa di studio fornita da un donatore anonimo. Nello Stato del Michigan, Green ha continuato a impegnarsi nell'attivismo e nelle proteste a sostegno del Movimento per i diritti civili degli afroamericani. Più tardi ha saputo che il donatore anonimo era John A. Hannah, il presidente della Università statale del Michigan, e un bersaglio occasionale di proteste da parte di attivisti per i diritti civili tra cui Green. Green si è laureato con un Bachelor of Arts nel 1962 e un Master's degree in sociologia nel 1964. Green era anche il migliore della sua classe.

### Carriera
Nel 1965, Green ha iniziato un programma di apprendistato nel settore edile presso l'Adolph Institute, un programma volto ad aiutare le donne minoritarie del Sud a sviluppare la loro capacità di carriera. Dal 1968 al 1976 è stato direttore del A. Philip Randolph Education Fund. Dal 1977 al 1981, è stato Assistente Segretario del Lavoro durante l'amministrazione di Jimmy Carter.
Dal 1981 al 1985 Green è stato socio della società Green and Herman; dal 1985 al 1986 è stato proprietario della E. Green and Associates. Dal 1985, è stato con Lehman Brothers, occupandosi di finanza pubblica. È anche membro del consiglio di amministrazione dell'Albert Shanker Institute.
Green ha vinto il Eagle Scout Award nel 1956 prima di frequentare la Central High. Più di 25 anni dopo ha ricevuto il Distinguished Eagle Scout Award che la Boy Scouts of America ha assegnato a meno di 2000 uomini che si sono guadagnati l'Eagle come scout. Nel 2004, ha organizzato il programma Scoutreach a Washington, DC e ha ricoperto il ruolo di presidente volontario del programma. Questo programma è al suo 8º anno al servizio di 600 ragazzi in quartieri in difficoltà in Inghilterra.

#### Community Academy Public Charter School
Green è stato presidente del consiglio di amministrazione della Community Academy Public Charter School, una scuola charter di Washington, DC, chiusa nel 2015 per una cattiva gestione finanziaria. Il 3 marzo 2015 il Procuratore generale del Distretto di Columbia ha presentato denuncia contro Green e un altro membro del consiglio di amministrazione per aver "abusato gravemente della loro posizione di direttori" e "contribuito a far sì che la scuola agisse in modo contrario al suo scopo di lucro". La causa è stata respinta e non sono stati depositati ulteriori capi d'imputazione.

## Rappresentazioni televisive
Green è stato interpretato in due film per la televisione sui Little Rock Nine. Egli è stato interpretato da Calvin Levels nel 1981 nel film della CBS Crisis at Central High, e da Morris Chestnut nel 1993 nel film di Disney Channel The Ernest Green Story.
Nel 1980 ha partecipato alla tavola rotonda in video Milton Friedman (PBS) Free to Choose (Who Protects the Worker?) sui diritti dei lavoratori e l'economia.